# Ronald Scobie
Ronald Scobie, né le 8 juin 1893 à Mandalay en Birmanie britannique et mort le 23 février 1969 à Aldershot, fut général dans l'armée britannique. Il joua également dans l'équipe d'Écosse de rugby à XV en 1914.

## Biographie
Il entra dans l'armée britannique en 1914 et participa à la Première Guerre mondiale en tant que soldat du génie. Peu avant la Seconde Guerre mondiale, il devint général de brigade et participa au recrutement au War Office. Il tint par la suite divers postes de commandement au Moyen-Orient et au Soudan avant d'être nommé chef de la 70e division d'infanterie (Royaume-Uni). Il fut envoyé à Tobrouk pour soutenir la 9e division australienne, assiégée dans la cité côtière. Scobie commanda Tobrouk du 22 octobre 1941 au 13 décembre 1941, et donc en grande partie durant l'opération Crusader. La 70e division d'infanterie participa à la libération de Tobrouk le 13 décembre.
Le 11 décembre 1943, Scobie reçut le commandement du IIIe corps d'armée britannique qui fut envoyé en Grèce pour expulser les Allemands. Il est resté aux commandes des forces britanniques en Grèce jusqu'à la fin de la Seconde Guerre mondiale, où il contribue à réprimer l'ancienne résistance communiste. Winston Churchill lui fit savoir : « N'hésitez pas à vous comporter comme si vous étiez dans une ville conquise où une rébellion locale est en cours. » Ronald Scobie meurt en 1969.

## Palmarès en rugby à XV
- 3 sélections
- Sélections par année : 3 en 1914
- Tournoi des Cinq Nations disputé : 1914